# Zenone (imperatore)
Zenone, il cui nome originale era Tarasikodissa (in latino Flavius Zeno; in greco antico: Ζήνων?; Zenonopoli, 425 circa – Costantinopoli, 9 aprile 491), è stato un imperatore romano dal 474 al 475 e poi dal 476 al 491.
Di origine isaurica e per questo considerato quasi un barbaro dal popolo di Costantinopoli, Zenone iniziò la carriera militare nella guardia imperiale; ottenne presto il favore dell'imperatore Leone I, che vide in lui la persona adatta a ridimensionare l'influenza del potente generale alano Ardaburio Aspare.
Sposò la figlia maggiore di Leone, Ariadne, da cui ebbe un figlio, destinato a succedere al nonno col nome di Leone II. Entrato in contrasto con Aspare, collaborò con Leone al complotto che mise fine alla vita del generale. Alla morte di Leone I, fu reggente per il proprio figlio Leone II, poi co-imperatore e, alla morte del giovane, unico Augusto (474).
Fu però deposto dalla ribellione di Basilisco, fratello dell'imperatrice vedova Verina, dopo appena un anno. Nel 476 riuscì a riconquistare il trono, che tenne poi fino alla propria morte, sedando vittoriosamente le ribellioni di Marciano (479), di Illo (484–488) e dei Samaritani (484/489) e gestendo i turbolenti Goti, alcuni dei quali ebbe al servizio dell'Impero e altri come nemici. In ambito ecclesiastico è famoso per l'Henotikon, lo «Strumento d'unione», che promulgò per tentare di risolvere la controversia monofisita.
Il regno di Zenone vide la fine dell'Impero romano d'Occidente, ma egli ebbe il merito di stabilizzare l'Impero d'Oriente, che durò poi per quasi mille anni ancora. Convinse Teodorico, re degli ostrogoti, ad attaccare l’Italia.

## Biografia

### Ascesa al potere

#### Origini e ingresso a corte

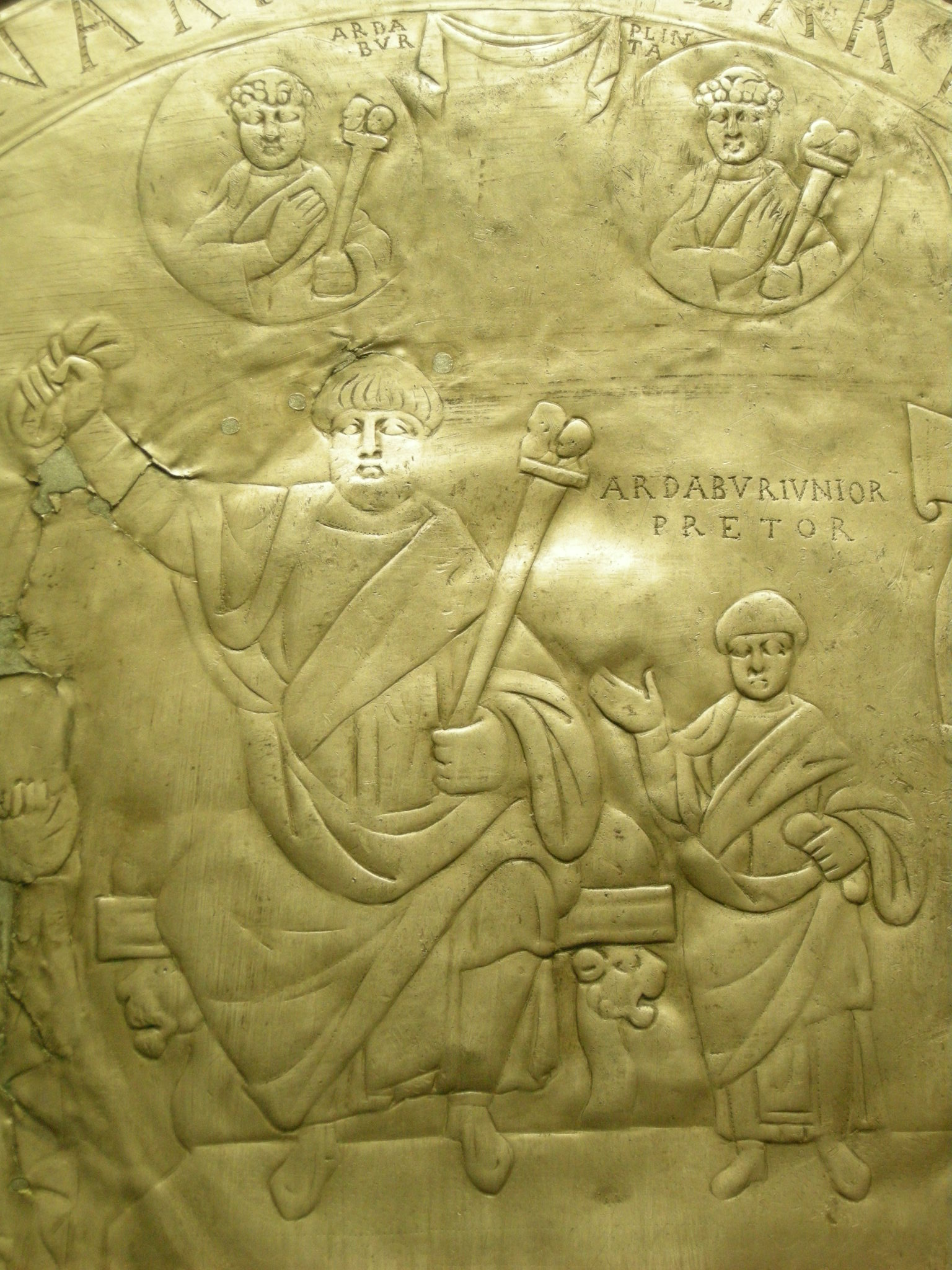
Un dettaglio del Missorio di Ardaburio Aspare (434 circa), raffigurante il potente magister militum Ardaburio Aspare (a sinistra, seduto) e suo figlio maggiore Ardaburio (a destra, qui raffigurato in giovane età). Nel 464, Zenone fu la causa della caduta di Ardaburio iunior, in quanto rese pubbliche delle lettere che lo collegavano al sovrano sasanide; successivamente Aspare tentò inutilmente di far uccidere Zenone.

Il nome originario di Zenone era Tarasikodissa. Tarasikodissa nacque nella regione montana dell'Isauria, a Rusumblada, successivamente ribattezzata Zenonopoli in onore di Zenone. Suo padre si chiamava forse Kodisa, sua madre Lallis, suo fratello Longino. È noto che ebbe una moglie, Arcadia, il cui nome indica una relazione con l'aristocrazia costantinopolitana, e la cui statua rimase per secoli nei pressi delle Terme di Arcadio, lungo la gradinata che conduceva al Topoi. Secondo una leggenda cristiana mediorientale, Zenone avrebbe avuto due figlie, Ilaria e Thaopesta, che avrebbero intrapreso una vita religiosa, ma le fonti storiche attestano l'esistenza di un solo figlio di Arcadia, Zenone. Tarasikodissa era probabilmente imparentato col generale isaurico Zenone, che nel 447 aveva difeso Costantinopoli dall'attacco di Attila e che fu nominato console l'anno successivo.
Gli Isaurici erano un popolo che viveva nella parte interna dell'Anatolia, nel cuore del Tauro (nell'area delle moderne Iconio-Bozkır in Turchia). Come la maggior parte dei gruppi etnici di frontiera, erano considerati dei barbari dai Romani, sebbene fossero sudditi romani da almeno due secoli. Essendo niceni e non ariani, però, non avevano alcun impedimento religioso ad accedere al trono, come invece accadeva per le etnie gote e germaniche, che avevano scelto la fede ariana.
La presenza di Tarasikodissa a Costantinopoli è attestata alla metà degli anni 460. Per spiegare le ragioni della sua presenza nella capitale, alcuni storici hanno sostenuto che in quel periodo l'imperatore Leone I, volendo bilanciare la presenza della componente germanica dell'esercito guidata dall'influente generale alano Ardaburio Aspare, decise di ricorrere agli Isaurici, chiamando a Costantinopoli parecchi di loro, tra cui Tarasikodissa. Questa teoria è stata però contestata: alla metà degli anni 460, infatti, Tarasikodissa e sua moglie Arcadia vivevano a Costantinopoli già da qualche tempo, e lì vivevano anche sua madre Lallis e suo fratello Longino, che aveva sposato una donna, Valeria, forse figlia di un dignitario locale; in questo periodo Tarasikodissa era membro dei protectores domestici, le guardie dell'imperatore, di stanza a corte o, meno probabilmente, ad Antiochia, distaccato presso il comando del magister militum per Orientem Ardaburio iunior, figlio di Aspare.
Nel 465 Tarasikodissa entrò in possesso di lettere inviate da Ardaburio iunior al sovrano sasanide Peroz I, con le quali lo sollecitava a prendere le armi e a invadere il territorio romano, promettendogli al contempo sostegno in questa impresa. Tarasikodissa consegnò le lettere a Leone, forse resistendo ad un tentativo di coinvolgimento nel complotto, e l'imperatore fece deporre il suo generale, riducendone l'influenza e colpendo le ambizioni del padre, sebbene questi si fosse dissociato dalle azioni del figlio. Come premio per la sua lealtà, tra la fine del 465 e l'inizio del 466, Tarasikodissa fu nominato comes domesticorum cioè comandante dei protectores domestici, un incarico di grande influenza e prestigio. Sempre verso la fine del 465, Leone e Aspare si scontrarono sulla scelta del collega dell'imperatore come console per l'anno successivo; a seguito di ciò, Leone strinse amicizia con Tarasikodissa.

#### Genero dell'imperatore Leone

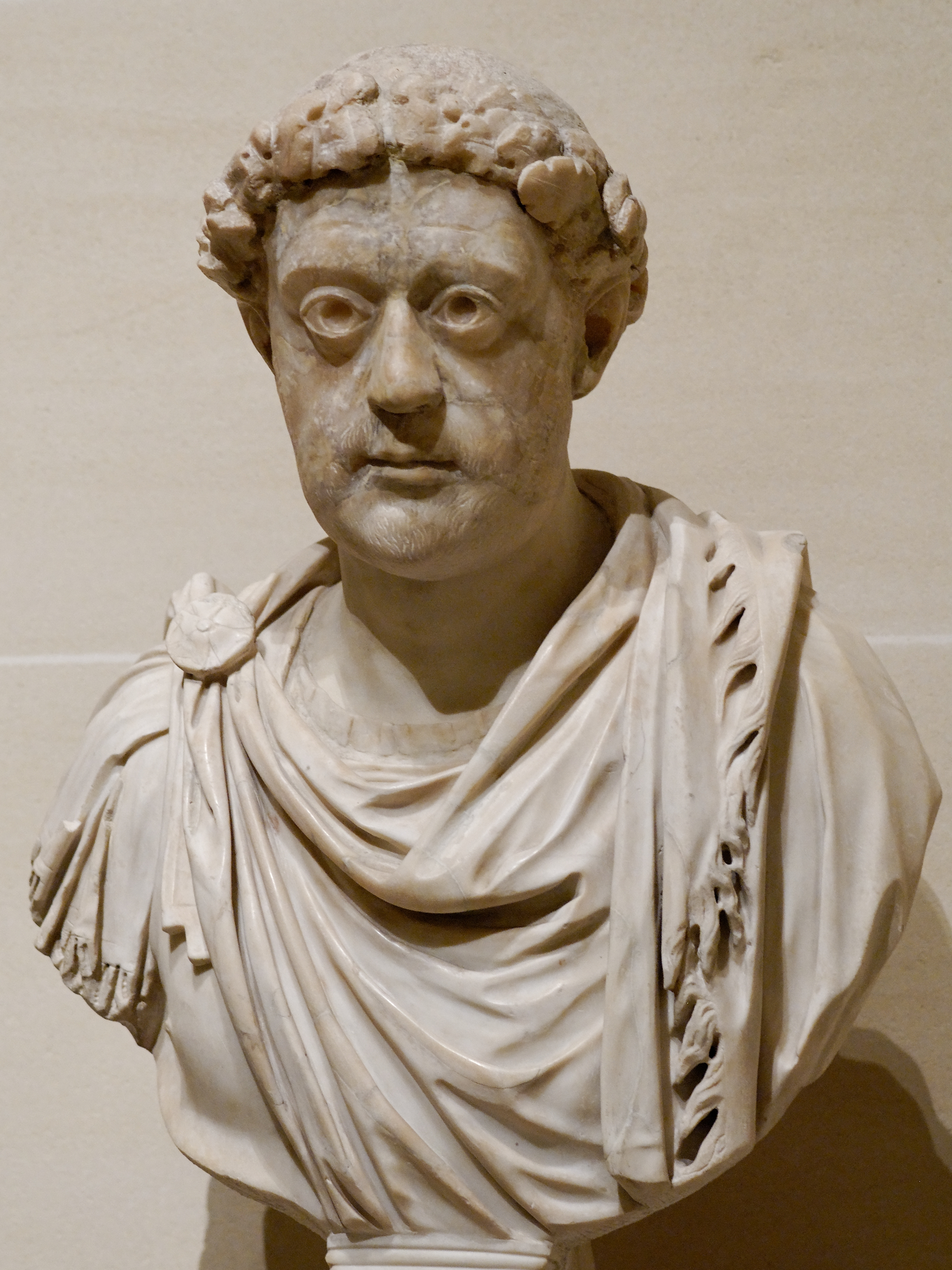
Leone I, suocero di Zenone e Imperatore romano d'Oriente dal 457 al 474.

Verso la metà del 466, Leone diede in sposa la propria figlia maggiore, Ariadne, a Tarasikodissa, la cui prima moglie doveva essere morta da poco. Tarasikodissa era molto più anziano di Ariadne, ma il suo grado di comes domesticorum lo rendeva la terza carica militare dell'impero e gli conferiva il prestigioso rango di vir illustris; per questo motivo era degno sposo per la figlia dell'imperatore, alla cui mano aveva lungamente aspirato anche Giulio Patrizio, figlio minore di Aspare. Se non l'aveva già fatto, questa fu l'occasione giusta per mutare il suo nome dall'isaurico Tarasikodissa a quello, più accettabile per la popolazione di Costantinopoli, di Zenone. L'anno successivo la coppia ebbe un figlio; poiché l'unico figlio maschio di Leone e di sua moglie Verina era morto infante, il figlio di Zenone e Ariadne era dunque l'erede al trono presunto e, per sottolineare le sue ambizioni dinastiche, gli fu dato il nome di Leone. Zenone, però, non fu presente alla nascita del figlio, in quanto nel 467 partecipò ad una grande campagna militare contro i Goti e gli Unni, comandando le truppe normalmente alle dipendenze di Aspare.

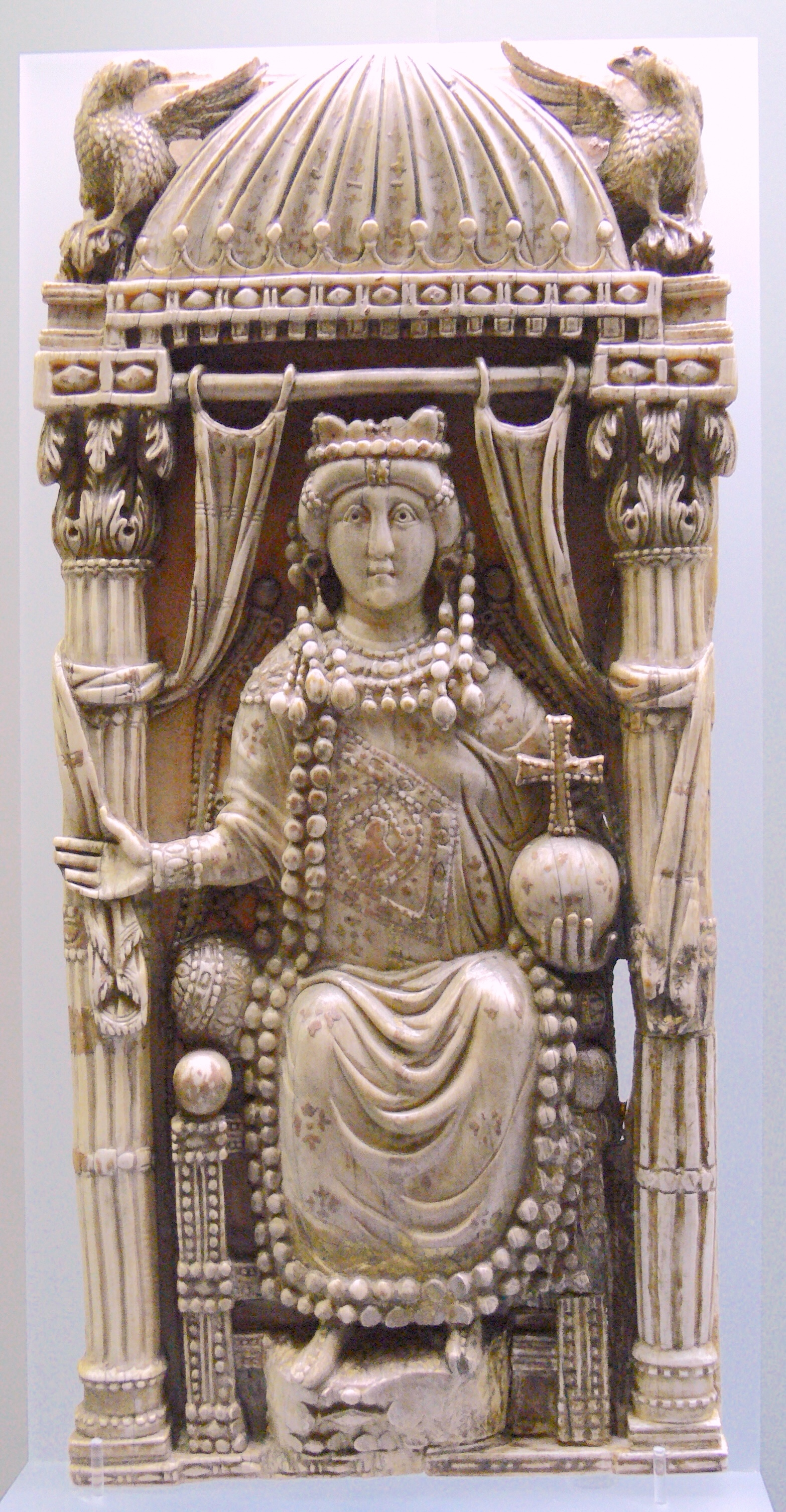
Incisione raffigurante Ariadne, figlia maggiore di Leone I e seconda moglie di Zenone.

Zenone non prese parte alla disastrosa campagna militare contro i Vandali, guidata nel 468 dal cognato di Leone, Basilisco. L'anno successivo ebbe l'onore di ricoprire il consolato e fu nominato magister militum per Thracias; in questa qualità guidò un'operazione militare in Tracia. Le fonti non dicono chiaramente chi fosse il nemico che combatté lì, e gli storici hanno proposto i Goti, gli Unni o i ribelli di Anagaste. Ad ogni modo, prima di partire, Leone e Zenone chiesero a Daniele lo Stilita la sua opinione sulla campagna, e Daniele rispose che Zenone sarebbe stato la vittima di una cospirazione, ma che le sarebbe sopravvissuto. Leone inviò allora alcuni soldati della propria guardia con Zenone, per proteggerlo, ma questi furono corrotti da Aspare, che voleva farlo prigioniero. Zenone fu informato dei fatti e fuggì a Serdica, e come conseguenza Leone fu ancora più sospettoso di Aspare.
Dopo essere scampato al tentativo di rapimento da parte di Aspare, Zenone non tornò a Costantinopoli, dove Aspare e Ardaburio erano ancora potenti, ma raggiunse il «Lungo muro» (il Lungo muro del Chersoneso o, meno probabilmente, il Muro anastasiano), poi Pylai e da lì Calcedonia. Mentre attendeva un'opportunità per tornare nella vicina capitale, Zenone fu nominato magister militum per Orientem; prese allora il monaco Pietro Fullo con sé e si recò ad Antiochia, sede del suo comando, passando attraverso l'Isauria, dove sedò la rivolta di Indaco Cottunes. Zenone risiedette ad Antiochia per due anni.
Durante la permanenza ad Antiochia, insieme alla sua famiglia, Zenone prese a simpatizzare con le posizioni monofisite di Pietro Fullo, che sostenne nei suoi contrasti col vescovo calcedoniano Martirio. Zenone permise che monaci provenienti dai monasteri vicini arrivassero in città per ingrossare le file dei sostenitori di Pietro, e non represse efficacemente le loro violenze. Martirio allora si recò a Costantinopoli, per chiedere aiuto a Leone, ma tornando ad Antiochia fu informato che Pietro era stato eletto vescovo e diede le dimissioni (470). La reazione di Leone fu quella di esiliare Pietro e di promulgare una legge indirizzata a Zenone, con la quale proibiva ai monaci di lasciare i propri monasteri e di promuovere la ribellione (1º giugno 471). Nel 470/471 Zenone dovette anche affrontare un'invasione di Macroni nell'Armenia romana.
Con Zenone lontano da Costantinopoli, l'influenza di Aspare sembrò crescere, tanto che nel 470 riuscì a far sposare il proprio figlio minore, Giulio Patrizio, con la figlia minore di Leone, Leonzia, e a farlo nominare Cesare (erede designato). A dispetto di ciò, la sorte degli Ardaburi era però segnata. Alla notizia della nomina dell'ariano Giulio a erede, immediatamente delle violente sommosse esplosero nella capitale (in particolare guidate da monaci acemeti). Le fonti si contraddicono a riguardo delle cause, ma affermano chiaramente che nel 471 Leone fece uccidere a tradimento Aspare e Ardaburio (a breve la stessa sorte sarebbe toccata a Giulio Patrizio); certamente gli assassinii dei due influenti generali avvennero col consenso di Zenone e di Basilisco, dato che alla vigilia degli eventi entrambi si avvicinarono a Costantinopoli (Zenone era a Calcedonia). Dopo la morte di Aspare, Zenone tornò nella capitale e fu nominato magister militum praesentalis, il massimo grado militare romano.

### Primo regno e rivolta di Basilisco

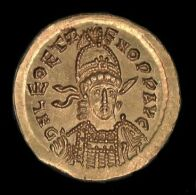
Moneta di Leone II, coniata a nome di «Leone e Zenone Augusti perpetui»; appartiene al periodo in cui Zenone e suo figlio furono imperatori insieme, tra il 9 febbraio e 17 novembre 474.

Il 25 ottobre 473, Leone I nominò Cesare il proprio omonimo nipote (passato alla storia col nome di Leone II), figlio di Zenone e di Ariadne. Il 18 gennaio dell'anno successivo, Leone I morì; se Leone II non era stato già proclamato Augusto da suo nonno, lo divenne in quel momento. Poiché Leone II aveva appena sette anni, ed era quindi troppo giovane per governare da solo, Ariadne e sua madre Verina organizzarono l'incoronazione di suo padre Zenone in qualità di co-imperatore, cosa che avvenne il 9 febbraio 474. Quando Leone II si ammalò e morì, il 17 novembre di quello stesso anno, Zenone divenne il solo imperatore.
Uno dei problemi che Zenone dovette affrontare fu quello dei Vandali di Genserico, che minacciavano le rotte commerciali marittime con le loro incursioni contro le città costiere dell'impero. Zenone inviò da Genserico un alto funzionario, Severo, che riuscì a stipulare una pace «eterna» tra i Vandali e l'Impero romano d'Oriente, in base alla quale i Romani potevano pagare dei riscatti per i prigionieri in mano vandala e che mise fine alla persecuzione dei cristiani niceni nel territorio vandalo (i Vandali erano cristiani ariani).
Malgrado il successo ottenuto in politica estera, Zenone continuò ad essere impopolare presso la popolazione e presso il Senato a causa delle sue origini «barbariche»; il suo diritto al trono dipendeva esclusivamente dal suo matrimonio con Ariadne e con la sua parentela con Verina, l'imperatrice vedova. Per questo motivo si appoggiò sempre più alla componente isaurica dell'esercito, in particolare rafforzando il proprio legame con i generali e fratelli isaurici Illo e Trocundo. Verina, però, decise di rovesciare il proprio genero e di mettere sul trono al suo posto il proprio amante, l'ex-magister officiorum Patrizio; a questo scopo chiese aiuto al proprio fratello, Basilisco, e fece leva sul sentimento anti-isaurico della popolazione. I cospiratori, infatti, riuscirono a far scoppiare una rivolta contro l'imperatore tra la popolazione della capitale; Basilisco riuscì persino a convincere Illo, Trocundo e il generale ostrogoto Teodorico Strabone a passare dalla parte dei rivoltosi contro Zenone.

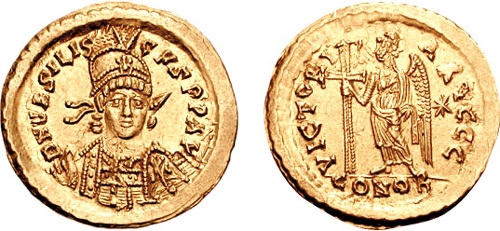
Moneta di Basilisco, che si ribellò contro Zenone nel gennaio 475 col sostegno della propria sorella Verina e tenne il potere fino al ritorno di Zenone, nell'agosto del 476

Nel gennaio 475 Zenone fu obbligato a fuggire da Costantinopoli con moglie, madre, alcuni isaurici e il tesoro imperiale, e a riparare in Isauria. Illo e Trocundo lo inseguirono, e Zenone fu obbligato a chiudersi nella fortezza di Sbide, a sud del fiume Calicadno, dove fu assediato da Illo, il quale riuscì anche a catturare il fratello di Zenone, Longino, che tenne come ostaggio.
Accadde però che i cospiratori, una volta ottenuta la destituzione di Zenone, entrassero in contrasto tra loro, perseguendo ciascuno i propri interessi. Basilisco agì d'anticipo, assumendo per sé la corona e mettendo a morte, ad ogni buon conto, il candidato di Verina, Patrizio; permise anche che la marmaglia uccidesse tutti gli isaurici che erano rimasti a Costantinopoli, gesto che non incontrò il favore dei generali isaurici Illo e Trocundo; si alienò il sostegno di Teodorico Strabone, che comandava alcuni contingenti militari della capitale, nominando magister militum l'inetto Armazio, che aveva il solo merito di essere nipote di Basilisco; per di più, essendo Zenone riuscito a scappare con la cassa imperiale, il nuovo imperatore fu obbligato a levare pesanti tasse; infine, Basilisco perse anche il sostegno della Chiesa costantinopolitana, che era calcedoniana, scegliendo di sostenere i monofisiti. La gente di Costantinopoli gli diede persino la colpa per un grande incendio che distrusse diverse parti della città.
Si vennero quindi a formare le condizioni per un ritorno di Zenone sul trono. Secondo una fonte, Zenone ebbe una visione di santa Tecla di Iconio che lo incoraggiò a riprendere il trono; in cambio, Zenone eresse un grande santuario dedicato alla santa a Seleucia in Isauria (Tecla era una santa di origine isaurica, come Zenone; alcuni resti di una chiesa identificata con quella di santa Tecla si trovano a Becili/Meriamlik). Si formò quindi una coalizione tra il Senato costantinopolitano e Illo, aiutata dal denaro di Zenone; il generale isaurico decise di togliere l'assedio a Zenone e di unire i propri eserciti, marciando poi su Costantinopoli. Basilisco reagì tentando di guadagnarsi il favore popolare e inviando un altro esercito, al comando di Armazio, contro Zenone, ma questi riuscì a corrompere anche Armazio, promettendogli di confermargli il grado di magister militum praesentialis a vita e di promuovere suo figlio (anch'egli chiamato Basilisco) al rango di Cesare. L'esercito di Armazio non intercettò le truppe di Zenone che marciavano su Costantinopoli, e il fato di Basilisco fu segnato dall'assenza di Teodorico Strabone e delle sue truppe; l'imperatore si rifugiò con la propria famiglia nella chiesa di Hagia Sophia.
Nell'agosto 476, gli eserciti alleati giunsero sotto le porte di Costantinopoli, che furono aperte per ordine del Senato, permettendo a Zenone di riottenere il trono che aveva dovuto abbandonare più di un anno prima. Tradito dal patriarca Acacio, Basilisco si consegnò a Zenone assieme alla propria famiglia, dietro la solenne promessa che l'imperatore non avrebbe versato il loro sangue; Zenone, infatti, mandò il deposto usurpatore e la sua famiglia in una fortezza in Cappadocia, dove furono messi a morte per inedia all'interno di una cisterna.
Riacquistato il trono perduto, Zenone mantenne le sue promesse, confermando ad Armazio il rango di magister militum praesentalis (forse innalzandolo anche al rango di patricius) e nominando suo figlio Basilisco Cesare a Nicea. Nel 477, però, Zenone cambiò idea, forse per istigazione di Illo (che avrebbe guadagnato dalla caduta di Armazio), e ordinò che fosse messo a morte; ne confiscò le proprietà, depose suo figlio Basilisco e lo costrinse a diventare sacerdote.

### Secondo regno

#### Caduta dell'Impero romano d'Occidente

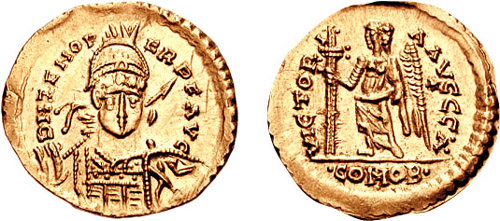
Solido coniata da Odoacre in nome di Zenone: formalmente il re degli Sciri governava l'Italia in nome dell'Imperatore d'Oriente.

Nella primavera del 474, Giulio Nepote aveva lasciato l'Impero romano d'Oriente a capo di un esercito per sottrarre il trono imperiale d'Occidente a Glicerio, un imperatore elevato dal patrizio Gundobado. Leone I aveva scelto Giulio perché era sposato con una sua nipote; la nomina era avvenuta nel 473, ma il maltempo e le difficoltà di navigare d'inverno avevano ritardato le operazioni fino all'anno successivo. Fu dunque Zenone che dovette sostenere l'impresa di Giulio, il quale giunse in Italia e depose Glicerio, divenendo imperatore nel giugno 474. Giulio regnò in accordo con Zenone, e coniò persino delle monete in nome di Zenone, Leone II e sé stesso.
Nell'agosto del 475, quando Basilisco regnava a Costantinopoli e Zenone era bloccato in Isauria dall'esercito di Illo, Giulio Nepote fu rovesciato dal proprio patricius Oreste, e obbligato a cercare rifugio in Dalmatia; Oreste elevò al trono il proprio figlio, Romolo Augusto. Un anno dopo, mentre Zenone stava rientrando a Costantinopoli per mettere fine al regno di Basilisco, Romolo fu deposto dal capo degli Eruli, Odoacre, il quale fece inviare dal Senato romano un'ambasciata indirizzata a Zenone: essa recava le vesti imperiali di Romolo, a significare che l'Impero d'Occidente non aveva bisogno di un proprio imperatore ma riconosceva quello d'Oriente, e la richiesta del Senato di concedere a Odoacre il rango di patricius e la nomina a governatore imperiale dell'Italia. Contemporaneamente Zenone ricevette una seconda ambasciata, inviata da Giulio Nepote, con la quale il deposto imperatore chiese all'Augusto d'Oriente di concedergli il denaro e le truppe necessarie per riconquistare il trono. Zenone rispose al Senato romano chiedendo loro di accogliere Giulio come imperatore, affermando che Odoacre avrebbe dovuto ricevere il patriziato dal legittimo imperatore, e che sarebbe stato felice di conferirglielo se Nepote non glielo avesse concesso prima.
Nepote rimase in Dalmatia e Odoacre esercitò l'effettivo potere in Italia; dopo la morte di Nepote nel 480, Odoacre riconobbe Zenone come imperatore, persino coniando monete in suo nome, ma iniziò ad utilizzare sempre più frequentemente il titolo di Rex («Re»).
Nello stesso periodo, Zenone inviò una missione a Cartagine, con l'intento di trovare un accordo permanente di pace con Genserico, che stava ancora compiendo incursioni continue sulle città orientali e sui bastimenti mercantili. Riconoscendo Genserico come re indipendente, con tutte le sue conquiste, Zenone fu in grado di stabilire una pace che durò per più di cinquant'anni, ponendo fine agli attacchi dei Vandali ad est e portando la libertà di culto ai cattolici posti sotto il governo vandalo.
Dal 472 la contesa tra i due capi degli Ostrogoti, Teodorico il Grande e Teodorico Strabone, era stata una costante fonte di pericolo. Anche se Zenone riuscì, talvolta, a far sì che si scontrassero l'uno con l'altro, questi furono in cambio capaci di approfittare delle sue rivalità dinastiche, e fu solo con l'offerta di un pagamento e dell'alto comando che riuscì a trattenerli dall'attaccare Costantinopoli.

#### Rivolta di Marciano (479)

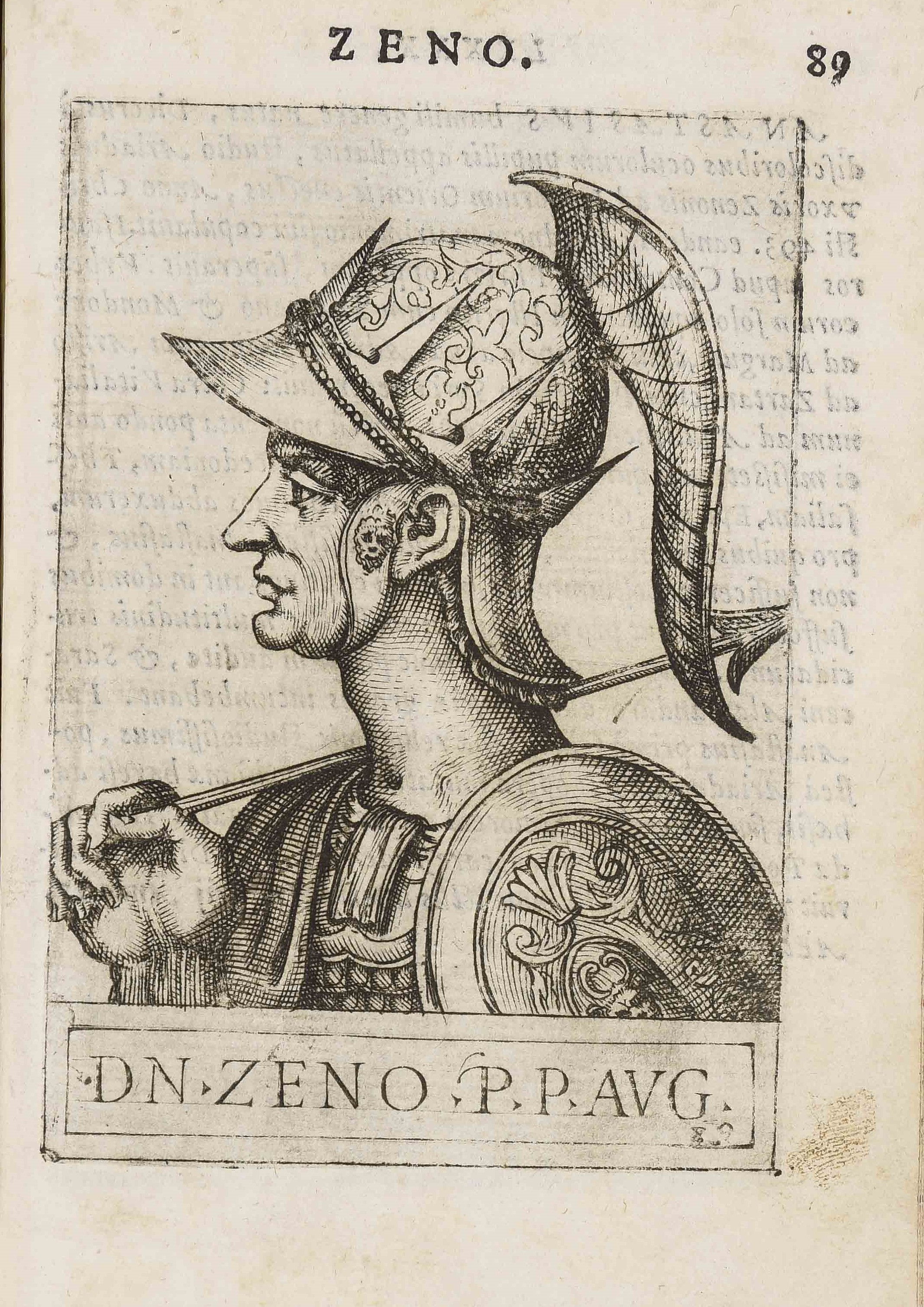
Zenone Tarasikodissa in una calcografia di Giovanni Battista Cavalieri, conservata presso la Biblioteca comunale di Trento

Marciano era il figlio dell'Imperatore romano d'Occidente Antemio (467–472) e nipote per parte di madre dell'Imperatore romano d'Oriente Marciano (450–457); aveva sposato la sorella minore di Ariadne, Leonzia, ed era dunque cognato di Zenone; ricoprì anche la carica di console per due volte, nel 467 e nel 472.
Nel 479 Marciano tentò di rovesciare Zenone e prendere per sé il trono. Con l'aiuto dei suoi fratelli, Procopio Antemio e Romolo, raccolse delle truppe composte da cittadini e da forestieri nella casa di un certo Cesario, a Costantinopoli, a meridione del Foro di Teodosio, e da lì marciò sia sul palazzo imperiale sia sulla residenza di Illo, che era il principale sostenitore di Zenone. L'imperatore fu sul punto di cadere nelle mani dei ribelli, i quali durante il giorno furono in grado di sopraffare le truppe imperiali, fatte bersaglio dei cittadini dai tetti delle loro case. Durante la notte, però, Illo riuscì a far entrare in città un contingente di Isaurici la cui caserma era nella vicina Calcedonia, e provvedette a corrompere i soldati di Marciano, che gli permisero di fuggire. La mattina successiva Marciano, comprendendo che la sua situazione era disperata e che i rinforzi del generale goto Teodorico Strabone non sarebbero giunti in tempo, si rifugiò nella chiesa dei Santi Apostoli, dove tuttavia fu arrestato assieme ai suoi fratelli.
Zenone mandò Marciano e i suoi fratelli a Cesarea in Cappadocia. I tre tentarono la fuga, ma Marciano fu catturato e obbligato a farsi monaco a Tarso in Cilicia, o imprigionato in Isauria, nella fortezza di Papurio. Tentò di fuggire una seconda volta, questa volta con successo, ma, dopo aver raccolto altre truppe e attaccato Ancyra, fu sconfitto e catturato da Trocundo.
L'anno successivo, Zenone fu portato a conoscenza di una congiura ordita da Epinico, dal prefetto del pretorio d'Oriente Dionisio e dal generale Traustila, e l'imperatore punì i congiurati.

#### Rivolta di Illo (484–488)
Zenone divenne sospettoso di Illo, il quale riscuoteva molto favore tra il popolo e ricopriva una carica importante; per questo motivo tentò di diminuirne l'influenza in vari modi. Anche Verina, l'imperatrice vedova, era nemica di Illo, e organizzò un attentato contro di lui, che però fallì. Zenone, che era nemico di entrambi, bandì Verina su richiesta di Illo, e la fece rinchiudere nella fortezza di Papurio. Non è chiaro quando questo sia avvenuto: Candido Isaurico (floruit inizi VI secolo) riporta l'esilio di Verina prima della rivolta di Marciano, mentre Teodoro il Lettore (floruit prima metà VI secolo) ne individua la causa nel sostegno di Verina al colpo di Stato di Basilisco. Non è improbabile che sia stata bandita due volte, una prima della rivolta di Marciano, per la sua relazione con Basilisco, e ancora dopo la rivolta di Marciano, per il suo complotto contro Illo.
Ariadne intercedette presso il marito in favore della madre, e Zenone la mandò da Illo, il quale negò il proprio consenso; allora anche Ariadne iniziò a progettare un attentato ad Illo. Secondo Giordane, la ragione dell'odio di Ariadne verso il generale isaurico sarebbe da ricondurre al fatto che Illo avrebbe fatto ingelosire Zenone a tal punto che l'imperatore avrebbe attentato alla vita della moglie. Ad ogni modo, l'assassino ingaggiato da Ariadne fallì, fu catturato e messo a morte.
Illo — col suo protetto Pamprepio e il proprio fratello Trocundo — decise di ritirarsi dalla corte, recandosi prima a Nicea e poi in Oriente, con la scusa di voler cambiare aria e guarire dalla ferita ricevuta in occasione dell'attentato. Nel 484, mentre era in Asia Minore, si ribellò contro Zenone, il quale gli mandò contro il magister militum per Thracias Leonzio; Illo fu però in grado di corrompere Leonzio, che proclamò imperatore. Illo prese anche possesso di Papurio; liberata Verina, le fece incoronare Leonzio imperatore a Tarso il 19 luglio.
Zenone inviò a combattere i ribelli un altro esercito, composto da Macedoni e Sciti (probabilmente Ostrogoti), sotto il comando di Giovanni Gibbo o, più probabilmente, di Giovanni Scita e di Teodorico Amalo, che all'epoca era console. Giovanni sconfisse i ribelli vicino Seleucia, e li spinse verso Papurio, dove li assediò. Pochi mesi dopo, Trocundo morì, ma l'assedio proseguì fino al 488, quando la fortezza cadde per tradimento; Illo e Leonzio furono decapitati e le loro teste inviate a Costantinopoli.

#### Relazioni con i Goti (474–487)

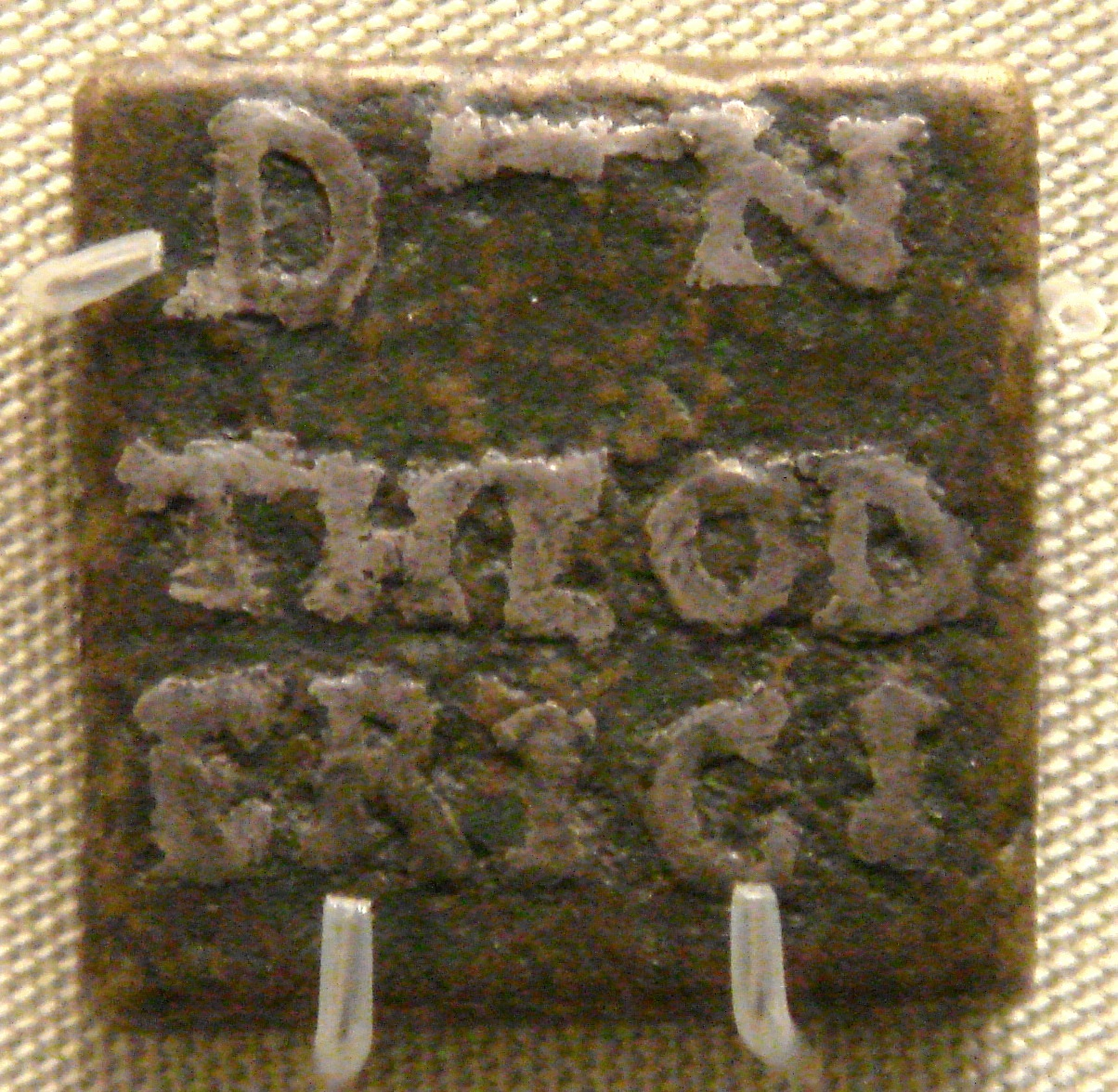
Peso in bronzo col nome di Teodorico il Grande, re degli Ostrogoti e sovrano d'Italia. Teodorico servì sotto Zenone, combattendo contro il suo avversario Teodorico Strabone (476–481), poi assediando la fortezza di Papurio e catturando e uccidendo il fratello di Illo, Trocundo (484).

Teodorico l'Amalo (meglio noto come Teodorico il Grande), figlio di Teodemiro e capo degli Ostrogoti mesici, e Teodorico Strabone, capo degli Ostrogoti traci, furono fonti di preoccupazione per i Romani sin dal 472. Se da una parte Zenone riuscì a schierarli uno contro l'altro, a loro volta i due capi ostrogoti riuscirono a sfruttare le rivalità dinastiche imperiali, e solo concedendo loro denaro e alti comandi Zenone fu in grado di evitare attacchi su Costantinopoli.
Alla morte di Leone II (gennaio 474), Teodorico Strabone si rivoltò contro Zenone; il suo sostegno fu fondamentale per il rovesciamento di Zenone e l'ascesa al trono di Basilisco nel 475, ma il nuovo imperatore non seppe mantenersi il sostegno del capo degli Ostrogoti traci, e in occasione del rientro di Zenone a Costantinopoli e del conseguente rovesciamento di Basilisco, le fonti non annotano la difesa della città da parte di Teodorico Strabone.
Nel 476/477, Zenone si alleò col rivale di Strabone, Teodorico l'Amalo, e gli fece attaccare Strabone. Il capo degli Ostrogoti traci inviò allora un'ambasciata all'imperatore romano, offrendo la pace e accusando il Teodorico mesico. Zenone comprese che questa offerta nascondeva altre cospirazioni, e ottenne che il Senato costantinopolitano e l'esercito dichiarassero Strabone nemico pubblico.
Il piano di Zenone consisteva nel far combattere tra loro i due Teodorico. Inviò l'Amalo contro Strabone, che sosteneva la rivolta di Marciano, con la promessa dell'invio di un forte esercito romano come rinforzo (478). Quando l'Amalo giunse nei pressi di Sondis, una cima dei Monti Rodopi, non trovò l'esercito romano che si attendeva, ma quello di Teodorico Strabone, protetto da un accampamento fortificato. I due Teodorico, allora, si accordarono per chiedere congiuntamente all'Imperatore di estendere verso meridione il territorio concesso agli Ostrogoti in Mesia.
Zenone tentò di dividere i due Teodorico promettendo denaro all'Amalo, ma questi rifiutò. L'esercito imperiale affrontò quello ostrogoto ottenendo alcune vittorie, ma Zenone non capitalizzò i successi, e permise all'Amalo di muoversi a occidente, in Tracia, saccheggiando i territori che incontrava. Con l'Amalo lontano, Zenone e Strabone conclusero un accordo: in cambio della pace, Strabone otteneva i beni confiscatigli, denaro sufficiente a pagare 13.000 uomini, il comando di due unità palatine e la restituzione del titolo di magister militum. Ciononostante, Zenone considerava ancora un pericolo i 30.000 uomini di Strabone, e convinse i Bulgari ad attaccarli. Nel 480/481 Strabone sconfisse i Bulgari, e si mosse verso Costantinopoli, ma ebbe dei problemi con i propri soldati, e dovette tornare in Grecia; sulla strada del ritorno morì in un incidente di cavallo.
Dopo la morte di Teodorico Strabone nel 481, Teodorico l'Amalo divenne sovrano di tutta la nazione ostrogota, e iniziò a diventare fonte di problemi nella penisola balcanica; Zenone decise allora di stringere alleanza con Teodorico, che nominò magister militum praesentialis e persino console per l'anno 484 – carica ricoperta per la prima volta da un barbaro non cittadino romano. Zenone fece combattere Teodorico contro Illo e l'usurpatore Leonzio, che furono assediati a Papurio dal 484 al 488. Cionondimeno, Teodorico si ribellò di nuovo nel 486, attaccando Costantinopoli e tagliando i rifornimenti idrici; Zenone decise di comprare la pace e di liberarsi di Teodorico invitandolo a recarsi in Italia a combattere Odoacre, che aveva avuto contatti con i ribelli, e a stabilire lì un nuovo regno (487). In questo modo la presenza germanica scomparve dall'Impero d'Oriente, mentre in Occidente Teodorico conquistò l'Italia, fondandovi un Regno ostrogoto durato fino alla riconquista giustinianea del 535–553.

#### Pubblicazione dell'Henotikon(482)
In ambito religioso Zenone è famoso per il suo Henotikon, l'«Atto di unione» promulgato nel 482 per mediare tra le opposte visioni dei calcedoniani e dei miafisiti sulla natura di Cristo. I primi riconoscevano in Cristo due nature (physis), i miafisiti solo una; il Concilio di Calcedonia del 451 aveva promulgato il credo calcedoniano e condannato la posizione miafisita, ma i miafisiti erano ancora forti, specie nelle province orientali dell'impero, e il Patriarca di Alessandria, Pietro III Mongo, era miafisita. Sostenere i miafisiti era stato uno degli errori di Basilisco, in quanto il popolo di Costantinopoli era calcedoniano, ma Zenone aveva bisogno del sostegno delle province a maggioranza miafisita, Egitto, Siria, Palestina e Asia Minore. Anche il Patriarca di Costantinopoli, Acacio, era interessato a ridurre la distanza tra le posizioni delle due fazioni avverse.
Per queste ragioni, nel 482 Zenone promulgò l'Henotikon, un documento elaborato con l'aiuto di Acacio e indirizzato alle due comunità in contrasto tra loro in Egitto. L'editto presentava il credo niceno-costantinopolitano come un simbolo, un'espressione di fede finale e unitaria. Tutti gli altri simboli erano esclusi: Eutiche e Nestorio erano chiaramente condannati con un anatema, mentre i dodici capitoli di Cirillo di Alessandria erano accettati. L'insegnamento di Calcedonia non era ripudiato esplicitamente, ma passato sotto silenzio; Gesù Cristo era descritto come «l'unigenito Figlio di Dio [...] uno e non due» e non c'era un riferimento esplicito alle due nature.
L'intenzione di Zenone e Acacio di ricomporre i contrasti all'interno della comunità cristiana non ebbe successo, anzi, peggiorò la situazione: il vescovo di Roma, Felice III, si rifiutò di accettare il documento e scomunicò Acacio (484), dando inizio allo scisma acaciano, ricomposto solo nel 519.
Nel 488 il Patriarca di Antiochia, Pietro II Fullo, si recò a Costantinopoli affinché gli fosse confermato il suo diritto sulla Chiesa di Cipro; Zenone convocò il vescovo di Cipro, Antemio, a discolparsi dalle accuse. Antemio affermò che, prima di partire, aveva avuto una visione in cui l'apostolo Barnaba gli aveva indicato la posizione della sua tomba. Nel sepolcro Antemio aveva trovato le reliquie dell'apostolo e una copia del Vangelo secondo Matteo scritto in ebraico da Barnaba stesso. Zenone ricevette le reliquie e il manoscritto, e in cambio proclamò l'autonomia della Chiesa di Cipro.
Nel 489 Zenone chiuse la scuola persiana di Edessa, dietro richiesta del vescovo Ciro II, poiché diffondeva insegnamenti nestoriani, e costruì una chiesa al suo posto. La scuola fu spostata nella sua sede originaria, a Nisibis, tornando ad essere la Scuola di Nisibis e causando una nuova ondata di immigrazione nestoriana in Persia.

#### Soppressione della rivolta samaritana (484/489)

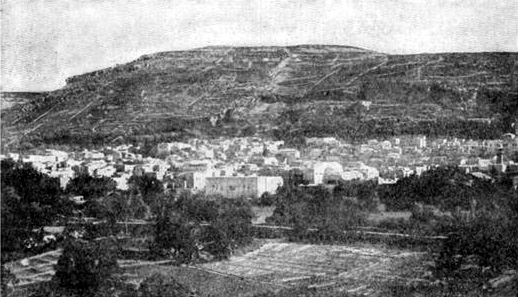
Monte Garizim, dove, secondo la tradizione samaritana, fu sepolto Zenone

Secondo fonti samaritane, Zenone (che le fonti chiamano «Zait re di Edom») promosse una persecuzione dei Samaritani. L'imperatore si recò a Sichem (Neapolis), riunì gli anziani e chiese loro di convertirsi; di fronte al loro rifiuto, Zenone fece uccidere molti Samaritani e riconvertì la sinagoga in una chiesa. L'imperatore prese possesso del monte Garizim, dove i Samaritani adoravano Dio, e vi costruì diversi edifici, tra cui una tomba per suo figlio da poco scomparso, e sul quale mise una croce, in modo che i Samaritani, prostrandosi di fronte al monte per adorare Dio, avrebbero adorato la croce. Secondo queste fonti, Zenone sarebbe stato sepolto sul monte Garizim.
Successivamente, nel 484, i Samaritani si ribellarono. I rivoltosi attaccarono Sichem, bruciarono cinque chiese costruite su luoghi sacri samaritani e tagliarono le dita del vescovo Terebinto, che stava officiando la cerimonia di Pentecoste. Elessero un certo Justa (o Justasa/Justaso) come loro re, e si spostarono a Cesarea Marittima, dove viveva una comunità samaritana molto numerosa. Qui diversi cristiani furono uccisi e la chiesa di San Sebastiano fu distrutta. Justa celebrò la vittoria con giochi nel circo della città. Secondo Giovanni Malalas, il dux Palaestinae Asclepiade, le cui truppe furono rafforzate dagli Arcadiani di Rege di stanza a Cesarea, sconfisse Justa, lo uccise e inviò la testa a Zenone. Secondo Procopio di Cesarea, Terebinto si recò da Zenone chiedendo di essere vendicato; l'imperatore si recò allora di persona in Samaria per sedare la rivolta.
Secondo gli storici moderni, l'ordine dei fatti riportato dalle fonti samaritane andrebbe invertito, in quanto la persecuzione di Zenone sarebbe stata la conseguenza, e non la causa, della ribellione, avvenuta non nel 484 ma dopo, attorno al 489. Zenone ricostruì la chiesa di San Procopio a Neapolis (Sichem) e ai Samaritani fu proibito di recarsi sul monte Garizim, sulla cui sommità fu costruita una torre di segnalazione, utile in caso di ulteriori rivolte.

### Morte e successione
Zenone morì il 9 aprile 491, di dissenteria o di epilessia, dopo aver regnato per 17 anni e 2 mesi. Non aveva nessun figlio che gli potesse succedere: Leone II era morto nel 474, il primogenito Zenone durante la giovinezza, mentre viveva a corte. Ariadne allora scelse un membro di fiducia della corte imperiale, Anastasio, per succedergli sul trono imperiale; il fratello di Zenone, Longino, si ribellò a questa scelta, dando inizio alla Guerra isaurica.
Secondo una leggenda popolare, registrata da due antichi storici, Zenone sarebbe stato sepolto vivo, dopo aver perso i sensi perché ubriaco o ammalato. Risvegliatosi, avrebbe chiesto aiuto, ma Ariadne non avrebbe permesso di aprire il sarcofago.

## Zenone in ambito culturale

Partita di tabula giocata da Zenone nel 480 e registrata nel 530 circa da Agazia a causa dell'estrema sfortuna del lancio di Zenone. Il gioco è molto simile al backgammon; Zenone ottenne 2, 5 e 6 dai tre dadi e fu obbligato a lasciare otto pedine da sole.

Zenone era un giocatore di tabula, un gioco imparentato col moderno backgammon. Nel 480 giocò una mano così sfortunata che le dedicò un epigramma; Agazia lo riprodusse cinquant'anni dopo, permettendo così di ricostruire la partita nel XIX secolo. Il gioco ha regole simili a quelle del backgammon, di cui è antenato; Zenone, che giocava con le pedine bianche, aveva una punta occupata da sei pedine, tre punte occupate da due pedine ciascuna e tre pedine «scoperte», cioè uniche occupanti di una punta e dunque in pericolo di essere rimosse dal tavoliere dall'arrivo di una pedina avversaria. Zenone lanciò i tre dadi con cui si giocava il gioco e ottenne 2, 5 e 6 come risultati. Le pedine bianche e nere erano disposte in modo tale che l'unico modo di utilizzare tutti e tre i risultati, come richiesto dalle regole del gioco, era di rompere le tre pile di due pedine in pedine scoperte: un risultato disastroso.
Zenone è il protagonista del dramma teatrale in lingua latina Zeno, composto nel 1641 circa dal commediografo gesuita Joseph Simons e messo in scena nel 1643 a Roma, nel Venerabile Collegio Inglese.
Su questo Zeno in latino è modellato un dramma in lingua greca, anonimo e in versi, intitolato Zinon e appartenente al cosiddetto Teatro cretese, che fu scritto e messo in scena a Zacinto nel 1682/1683. La storia narrata vede Zinon (Zenone) deporre il proprio co-imperatore, il giovane Vasiliskos, e mettere a morte suo padre Armakios sulla base di un tentativo di colpo di Stato organizzato ad arte; anche il patriarca Pelagios, oppositore dell'imperatore e di suo fratello Longinos, è messo a morte, accusato di idolatria. Successivamente il cortigiano Anastasios corrompe l'esercito ed entra a Palazzo: Longinos fugge, ma è ucciso dai fantasmi delle sue vittime; Zinon è murato vivo, ma ubriaco, nella sua tomba.
Il dramma Romolo il Grande («Romulus der Große», 1950), di Friedrich Dürrenmatt, presenta Zenone tra i personaggi. La storia è vagamente basata sugli eventi storici; qui Zenone fugge in Italia e cerca di convincere Romolo Augusto ad unire le loro forze per combattere insieme, ma il piano fallisce. Lo Zenone di Dürrenmatt è un imperatore oppresso dal cerimoniale bizantino.